# 311 كلوديا
311 كلوديا كويكب يقع في المنطقة الخارجية لحزام الكويكبات الرئيسي بين المريخ والمشتري .اكتشفة الفلكي الفرنسي أوغست شارلوة في 11 يونيو 1891 في نيس اقترح عالم الفلك الأسكتلندي الهاوي آرثر بتلر فيليبس من كارديف عاصمة مقاطعة ويلز على شارلوة تسميتة كلوديا .تكريما لزوجة مي، كلوديا
كلوديا كويكب من عائلة كورونيس و هي عائلة من الكويكبات تقع في المنطقة الخارجية لحزام الكويكبات الرئيسي بين المريخ والمشتري. على مسافة متوسطة 2.87 وحدة فلكية من الشمس وتطوف عائلة كورونيس في تكتل على نفس المدار.

## اقرأ أيضا
- حزام الكويكبات
- عائلة كورونيس
- كورونيس 158
- كويكب من النوع أس
- اوردا 167
- لكريمسا 208
- 136 اوستريا

### وصلات خارجية
- 311 كلوديا في قاعدة بيانات مختبر الدفع النفاث لأجرام النظام الشمسي الصغيرة

- الاكتشاف · مخطط المدار ·  العناصر المدارية · المعلمات المادية